# 백설 (브랜드)
백설은 CJ제일제당의 식품브랜드이다.

## 역사
1965년 사내 공모를 통해 당시 제일제당의 직원인 김구혜에 의해 정하였다. 이후 설탕뿐 아니라 식용유, 밀가루, 조미료, 가공식품까지 확장해 명실상부한 식품전문브랜드로 부상하였다. 2011년에는 역사와 헤리티지(정통성)를 강조한 브랜드 개편해 2023년에 현재의 BI까지 변경해 머스타드등을 비롯한 사업분야까지 확장하였다.

## 제품

### 설탕/요리당
- 설탕
  - 하얀설탕
  - 갈색설탕
  - 흑설탕
  - 자일로스설탕
- 올리고당
  - 프락토올리고당
  - 요리올리고당
  - 쌀올리고당
  - 시럽용올리고당
  - 매실당
- 요리당
- 담금청
  - 매실청
  - 리얼레몬청
  - 리얼오미자청
  - 리얼배도라지청
  - 리얼생강청
  - 리얼매실청
- 물엿
  - 물엿
  - 쌀엿
  - 올리고당을 더한 물엿

### 조미료
- 발효 조미료
  - 미풍
  - 핵산2.5
- 복합 조미료
  - 아이미
  - 다시다

### 소금
- 맛소금
- 구운소금
- 천일염
  - 구운소금
  - 가는입자
  - 중간입자
  - 굵은입자
- 허브맛솔트
  - 순한맛
  - 매콤한맛
  - 마늘맛
  - 스테이크솔트

### 식용유/참기름
- 콩기름
- 옥수수유
- 올리브유
  - 압착올리브유
  - 안달루시아산 올리브유
- 카놀라유
- 포도씨유
- 해바라기유
- 요리유
  - 건강을 생각한 요리유
  - 바삭한 요리유
- 참기름
  - 고소함 가득 참기름
  - 100%통참깨참기름
  - 진한 참기름
- 들기름
  - 100%통들깨들기름
- 향미유
  - 파기름
  - 마늘생강기름

### 밀가루/튀김가루
- 밀가루
  - 강력밀가루
  - 박력밀가루
  - 중력밀가루
  - 우리밀 밀가루
  - 유기농 밀가루
- 고급 밀가루
- 부침가루
  - 부침가루
  - 자연재료 부침가루
  - 슈퍼곡물 부침가루
  - 우리밀 부침가루
  - 유기농 부침가루
- 튀김가루
  - 튀김가루
  - 자연재료 튀김가루
  - 슈퍼곡물 튀김가루
  - 바삭 튀김가루
  - 우리밀 튀김가루
  - 유기농 튀김가루
  - 치킨 튀김가루

### 쿠킹믹스
- 컵전
  - 감자전
  - 김치전
  - 해물파전
  - 녹두빈대떡
- 케익
  - 스윗메이플 팬케익
  - 바닐라케익
  - 초코케익
  - 핫케익
  - 영양균형 핫케익
  - 우리밀 핫케익
  - 초코칩 핫케익
  - 크레페
  - 팬케익
- 호떡
  - 찹쌀호떡
  - 녹차찹쌀호떡
  - 인절미호떡
  - 초코츄러스맛호떡
- 식빵
  - 식빵
  - 옥수수식빵
- 기타간식용
  - 도넛
  - 브라우니
  - 초코칩쿠키
  - 머핀
  - 깨찰빵
- 빵가루
- 수제비용
  - 감자수제비가루

### 식초
- 요리초
  - 맛술생강
  - 맛술로즈마리
- 조미식초
  - 사과식초
  - 2배사과식초
  - 레몬식초
- 프리미엄식초
  - 건강발효식초

### 당면/국수/파스타
- 국수
  - 소면
  - 중면
  - 칼국수면
  - 메밀소바
- 당면
  - 햇당면
  - 고구마전분 햇당면
- 파스타면

### 양념장/소스
- 양념장
  - 돼지갈비
  - 돼지불고기
  - 소갈비
  - 소불고기
  - 사리원불고기
  - 닭볶음탕
  - 생선조림
  - 고추장삼겹살
- 요리소스
  - 허니머스터드
  - 돈카츠
  - 스테이크
  - 스위트칠리
  - 데리야끼
- 파스타소스
  - 토마토
  - 아라비아따
  - 로제
  - 갈릭크림
  - 치즈크림
  - 크림
- 굴소스
  - 굴소스 해물맛
  - 남해 굴소스
  - 남해 매운 굴소스
  - 전복 굴소스

### 햄/소시지/후랑크
- 비엔나/햄
  - 비엔나
  - 한입쏙비엔나
  - 불고기햄
  - 김밥햄
  - 바로먹는 햄 등심
  - 구이한판
  - 구이한판 그릴스모크
- 소시지
  - 소시지
  - 알찬소시지
- 후랑크
  - 후랑크
  - 그릴후랑크
  - 캠핑그릴후랑크 갈릭
  - 캠핑그릴후랑크 치즈
- 베이컨
  - 베이컨
  - 굿베이컨
  - 냉동베이컨
  - 두툼한굿베이컨

### 만두/조리냉동
- 군만두
  - 군만두
  - 고추군만두
  - 납작군만두
- 고기말이
  - 야채고기말이
- 너비아니
- 동그랑땡

## 여담
과거 수도권 전철에 있는 거울 아랫부분에 광고가 있다.

## 같이 보기
- CJ제일제당
- 설탕